# Hermine Patricia Tomaïno Ndam Njoya
Pour les articles homonymes, voir Ndam (homonymie).
Hermine Patricia Tomaïno Ndam Njoya, née le 26 janvier 1969 à Yaoundé, est une femme politique, entrepreneure et auteure camerounaise. Elle est présidente de l'Union démocratique du Cameroun (UDC) depuis la convention nationale de 2021. Elle a été députée à l'Assemblée nationale du Cameroun de 2007 à 2020. Elle est actuellement maire de Foumban et porte-parole du Conseil régional de l'Ouest.
L'honorable Tomaïno Ndam Njoya a déposé sa déclaration pour l'élection présidentielle camerounaise, prévue le 12 octobre 2025, le 18 juillet 2025, après avoir annoncé sa candidature lors d'une conférence de presse le 21 février 2025.
Elle dirige une entreprise de café et est présidente de l'Association des femmes camerounaises du café (AFECC) depuis 2016[4]. Hermine Patricia est la veuve d'Adamou Ndam Njoya, le président national de l'UDC.

## Biographie

### Éducation et formation
Née à Yaoundé en 1969, Hermine Patricia Tomaino Ndam Njoya a grandi au Cameroun, entre Yaoundé et Foumban. Après avoir terminé ses études primaires, elle a entamé ses études secondaires en 1980 au lycée Sultan-Njoya de Foumban, où elle a obtenu son baccalauréat A4 en 1987.
Elle a ensuite intégré la Faculté de droit et des sciences économiques de l'Université de Yaoundé, où elle a obtenu une licence en droit en 1990 et une maîtrise en droit public en 1992.
En 2001, elle a intégré l'Institut international du peuple (Histadrut) en Israël pour un programme spécial sur le rôle des femmes dans la réhabilitation urbaine.

### Carrière politique
Tomaïno Ndam Njoya est présidente de l'Union Démocratique du Cameroun (UDC). Elle s'est engagée en politique en 1991 et a participé aux marches de l'opposition appelant au retour au multipartisme.
Elle a rejoint l'UDC dès sa création en 1991. Elle a été élue députée du Noun à l'Assemblée Nationale lors des élections législatives de 2007.
Elle a été secrétaire de la Commission des lois Constitutionnelles, des droits de l'homme et des libertés, de la justice, de la législation et de la réglementation à l'Assemblée Nationale du Cameroun.
Elle a été porte-parole des députés UDC à l'Assemblée Nationale de 2007 à 2020.
En tant que députée, elle a été membre du Bureau de l'Assemblée Nationale, Membre du Forum des femmes d'Afrique et d'Espagne pour un monde meilleur, membre de l'Union Parlementaire Africaine et membre du Réseau Parlementaire pour la Promotion du Genre (REPAGE).
Malgré sa victoire aux élections municipales et législatives de 2020, l'Honorable Tomaïno Ndam Njoya a renoncé à son siège de députée et a choisi de devenir conseillère municipale de la ville de Foumban, puis maire de la ville.[7] 
Elle a été élue conseillère régionale de la région de l'Ouest et est la porte-parole des conseillers du département du Noun depuis 2020.[8] 
Elle est la porte-parole de la Plateforme des leaders de l'opposition pour la révision du Code électoral.[9] 
L'Honorable Tomaïno Ndam Njoya a déposé sa déclaration pour l'élection présidentielle camerounaise, prévue le 12 octobre 2025, le 18 juillet 2025, après avoir annoncé sa candidature lors d'une conférence de presse le 21 février 2025.

### Carrière professionnelle
Patricia Ndam Njoya est spécialiste en formation des organisations et a coordonné plusieurs programmes et projets parmi lesquels la Task Force VIH/SIDA et enfants à la World Conference of Religions for Peace/Hope for African Children Initiative et le programme PACDDU, de la coopération Cameroun–Union européenne,.
Hermine Patricia Ndam Njoya est aussi entrepreneure. Engagée dans la promotion de la filière café en Afrique,, elle est la présidente de l'Association des femmes camerounaises dans le café (AFECC). Elle assure par ailleurs depuis 2013 la fonction de présidente du Comité pour la promotion du genre à l'Agence des Cafés Robusta d’Afrique et de Madagascar (ACRAM).
Elle est l'auteure de plusieurs ouvrages dont L'Enfer rose, Les élections bancales et Les Coquelicots de l’Espoir, paru en 2016 et qui retrace l'histoire de son grand-père Angelo Tomaino, d'origine italienne,.

### Vie familiale
Hermine Patricia Ndam Njoya est l'épouse d'Adamou Ndam Njoya, président de l'Union démocratique du Cameroun, décédé à Yaoundé le 7 mars 2020 à l'âge de 77 ans. Elle est également mère de trois enfants.